# Dicallaneura cyanandra
Dicallaneura cyanandra är en fjärilsart som beskrevs av Lambertus Johannes Toxopeus 1944. Dicallaneura cyanandra ingår i släktet Dicallaneura och familjen Riodinidae. Inga underarter finns listade i Catalogue of Life.